# فلاديمير رودريغوس دوس سانتوس
فلاديمير رودريغوس دوس سانتوس (بالبرتغالية: Wladimir Rodrigues dos Santos‏) هو لاعب كرة قدم برازيلي، ولد في 29 أغسطس 1954 في ساو باولو في البرازيل. شارك مع منتخب البرازيل لكرة القدم. أما مع النوادي، فقد لعب مع سانتو أندريه ونادي بونتي بريتا ونادي سانتوس ونادي ساو كايتانو ونادي كروزيرو ونادي كورينثيانز.

## وصلات خارجية
- فلاديمير رودريغوس دوس سانتوس على موقع قاعدة بيانات كرة القدم.إي يو (الإنجليزية)
- فلاديمير رودريغوس دوس سانتوس على موقع ناشيونال فوتبول تيمز (الإنجليزية)